# Lotus Challenge
Lotus Challenge es un videojuego de carreras de 2001 licenciado por Lotus desarrollado por Kuju Entertainment y publicado por Virgin Interactive para PlayStation 2, Windows, Xbox y GameCube.

## Jugabilidad
Cuenta con 42 autos que abarcan la historia de la compañía que abarca: la era de la Fórmula 1 (1962 Type 25, 1978 Type 79T a 2001 Formula Lotus), la era clásica (1957 Seven S1 a 1986 Excel SE) a los autos deportivos modernos (1964 Competition Elan, 1980 E-spirit S2 al nuevo Elise) y dos prototipos diseñados por Lotus Engineers. Cada automóvil virtual de Fórmula 1 se basa en los logros reales del equipo Lotus, y los pilotos de prueba reales de Lotus probaron minuciosamente otros modelos. En el juego también se proporciona una breve historia corporativa.
El modo "Desafío" comienza en la 'pista de prueba de Lotus', supere el mejor tiempo de vuelta para calificar, luego seleccione un personaje del equipo ficticio de Lotus Challenge en un concurso basado en una historia, una mezcla de circuitos de carreras del Campeonato de la Serie Mundial, conducción acrobática y carreras uno a uno. Cada segmento completado está 'desbloqueado'. El modo "Colección" brinda a los jugadores acceso a todos los autos y pistas 'desbloqueadas'. El modo "Campeonato" involucra siete clases diferentes de campeonatos, desde autos clásicos hasta súper autos, solo se pueden usar dos de estos, ya que los demás deben estar 'desbloqueados' para jugar. El modo "Único" te permite jugar un juego rápido de hasta 15 vueltas de cualquier evento, desafío, acrobacia y carrera que esté 'desbloqueado'.
Veinte circuitos en varios lugares, desde la ciudad, la pista de carreras hasta los circuitos personalizados: Trafalgar Square o Buckingham Palace en Londres, Arizona Yuma County Speedway, Florida Jupiter Beach hasta Tokyo Bay Tunnel, ya sea de día o de noche con condiciones climáticas establecidas como sol, niebla, lluvia o nieve. Los circuitos van desde terreno llano, navegando por curvas cerradas hasta subidas de colinas empinadas. Las diversiones incluyen nueve eventos especiales, cuatro secuencias de acrobacias y nueve desafíos diferentes: acrobacias en el set de películas de Hollywood o anuncios de fútbol de autos; tareas como huir de los paparazzi al acercarse al tráfico o transportar a contrarreloj a una mujer embarazada al hospital antes del parto. Los conductores de pruebas oficiales de Lotus ofrecen consejos para realizar cursos individuales.
Hay una variedad de opciones disponibles, desde controles de transmisión, ayudas a la conducción y habilidad del oponente hasta el grado de daño del vehículo que va desde la rotura mínima de ventanas o faros hasta la destrucción total de la carrocería y el motor desde muescas menores o mayores, raspaduras hasta neumáticos separables.
Las imágenes del juego brindan información sobre la clasificación actual en comparación con otros conductores, las vueltas completadas y restantes, el mapa general del circuito, la configuración de la transmisión, los tiempos relevantes para el presente y el tiempo de carrera completo, velocímetro y contador de revoluciones, tres etiquetas para el sistema de frenos antibloqueo, tracción control y dirección asistida.
Los juegos multijugador seleccionados tienen acceso a autos y circuitos ocultos que se pueden 'desbloquear' al terminar la carrera individual o de campeonato acordada.

## Desarrollo
El juego fue anunciado en agosto de 2000.

## Recepción
GameSpy le dio a la versión de Xbox del juego una puntuación de 3 sobre 5 al afirmar que "Lotus Challenge es muy profundo y vale cada centavo de su precio si te tomas el tiempo de conocerlo".

## Ventas
El juego vendió más de 130,000 unidades para PlayStation 2.